# Mario Mena
Mario Mena (28 de juliol de 1928) és un exfutbolista bolivià.

## Selecció de Bolívia
Va formar part de l'equip bolivià a la Copa del Món de 1950. Participà en els campionats sud-americans de 1949, 1953 i 1959.